# ディレンドラ・ビール・ビクラム・シャハ
ディレンドラ・ビール・ビクラム・シャハ・デーブ（Dhirendra Bir Bikram Shah Dev, 1950年1月14日 - 2001年6月4日）は、ネパール王国の第9代君主マヘンドラの三男。

## 生涯
1950年1月14日、ディレンドラは当時はまだ王太子のマヘンドラとその妃インドラの間に、三男として生まれた。
2001年6月1日、ディレンドラは甥のディペンドラにより、兄ビレンドラらとともに凶弾に斃れた。その後、自殺を図ったディペンドラとともに陸軍病院に運ばれ、三日後に死亡した（ネパール王族殺害事件）。